# اچ‌نوام‌اس نور (۱۸۷۸)
اچ‌نوام‌اس نور (۱۸۷۸) (به انگلیسی: HNoMS Nor (1878)) یک کشتی بود که طول آن ۲۸ متر (۹۱٫۸۶ فوت) بود. این کشتی در سال ۱۸۷۸ ساخته شد.